# Furnal

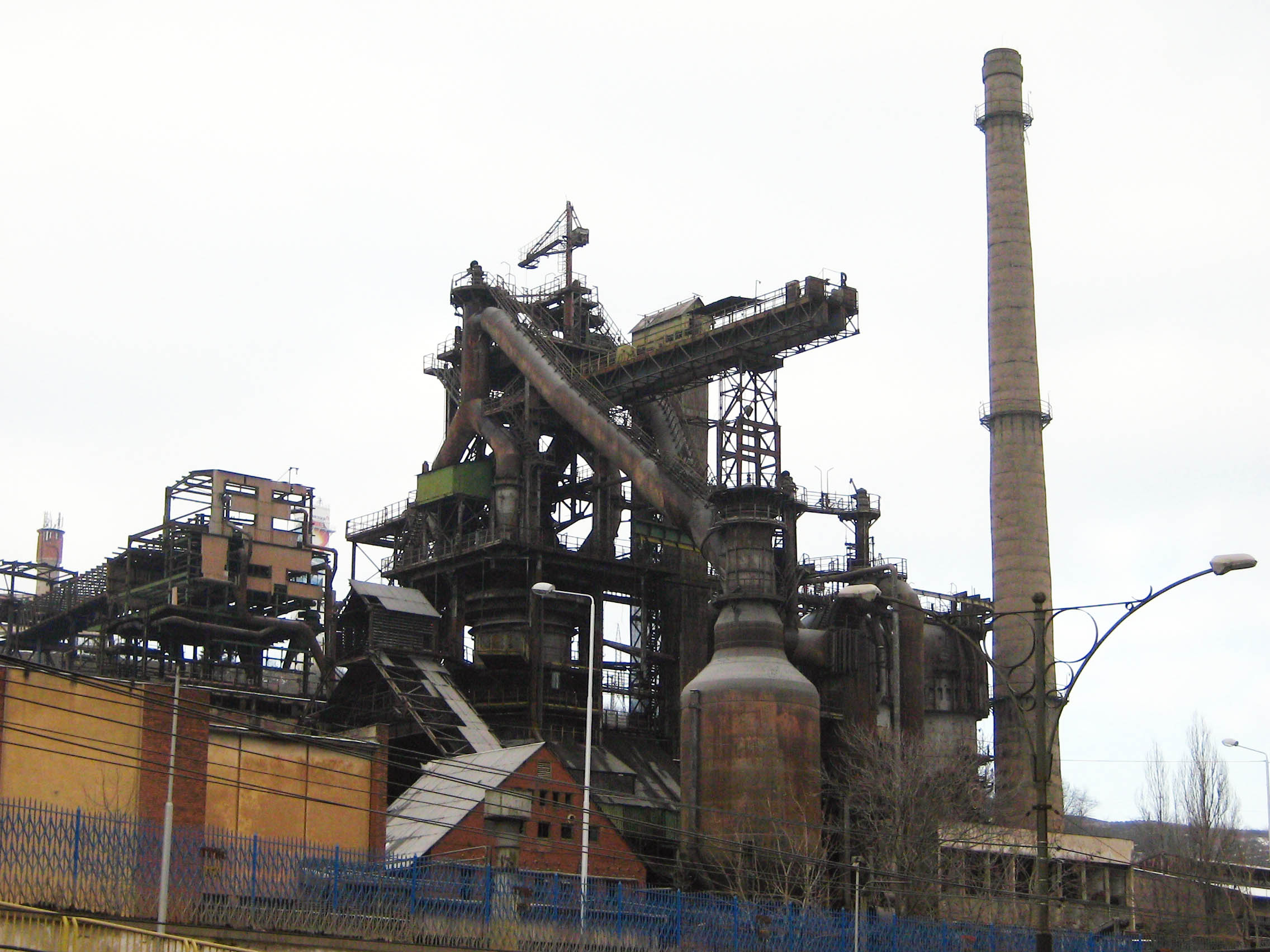
Furnalul numărul 2 de la Reșița, județul Caraș Severin declarat ca monument istoric de arhitectură industrială din 2003

Furnalul este un tip de cuptor metalurgic folosit la producția de metale industriale în general la elaborarea fontei.
În furnal se adaugă continuu minereu de fier și combustibil, în timp ce aerul (câteodată îmbogățit cu oxigen) este suflat în pântecul furnalului, pentru ca reacțiile chimice să aibă loc prin furnal și astfel materialul să coboare. Produsele finite de obicei sunt fonta lichidă și zgura lichidă de furnal care sunt evacuate prin găuri din creuzet, și gazul de furnal care este evacuat prin vârful furnalului. Furnalele sunt în contrast cu furnalele cu aer (cum ar fi cuptorul reverberator), care sunt suflate natural cu ajutorul convecției din coșul de fum. Potrivit definiției, furnale pot fi considerate și cuptoarele pentru producerea lupelor din fier, cuptoarele pentru producerea staniului, plumbului. De fapt termenul este asociat doar la reducția de minereu de fier pentru producția de fontă, un material intermediar la producția fontei și oțelului comercial.

## Istoria
Furnalele au existat în China aproximativ 5 secole înainte de Hristos, și în vest la începutul evului mediu (secolele XI, XII, XIII). Erau răspândite în jurul regiunii Namur din Wallonia (Belgia) la sfârșitul secolului XV, fiind introduse în Anglia în anul 1491. Combustibilul folosit în aceste furnale a fost exclusiv mangalul. Înlocuirea cu succes al mangalului cu cocs este datorat lui Abraham Darby în anul 1709. Eficiența acestui proces a fost îmbunătățit în continuare prin preîncălzirea aerului suflat, patentat de James Beaumont Neilson în anul 1828.
Furnalul este diferit de cuptorul pentru producția lupelor de fier pentru că la furnal fonta poate fi evacuată în forma lichidă din baza furnalului, în schimb la cuptorul pentru producția lupelor de fier se evită topirea completă pentru a evita dizolvarea carbonului în fier. Cuptoarele pentru producerea lupelor de fier erau suflate artificial cu ajutorul foalelor, dar termenul "furnal" se adresează cuptoarelor pentru elaborarea metalelor din minereu.

### China

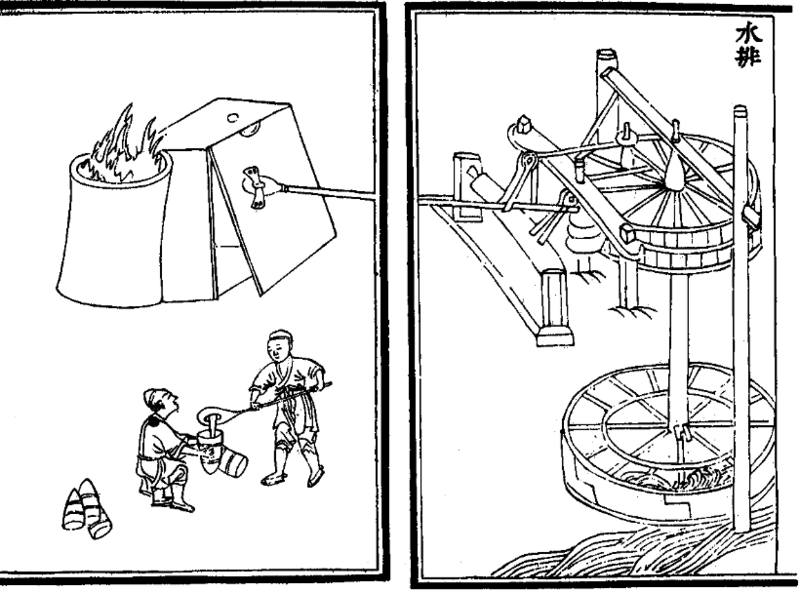
O ilustrație de foale acționate cu ajutorul unor roți de apă, Nong Shu de Wang Zhen 1313 după Hristos în perioada Dinastiei Yuan al Chinei.

Cele mai vechi furnale au fost construite în perioada Dinastiei Han din China în secolul I înainte de Hristos. De fapt armele și sculele fermiere din fontă erau foarte răspândite în China pe la secolul V înainte de Hristos, în timp ce în secolul III înainte de Hristos la topitoriile în medie erau angajați peste 200 de oameni. Aceste furnale primordiale aveau pereți din argilă și foloseau minerale bogate în fosfor pentru fondanți. Eficiența furnalelor a fost îmbunătățită în această perioadă de către inginerul Du Shi (circa anul 31 după Hristos) care a aplicat ajutorul roților de apă pentru acționarea foalelor piston la forje. 

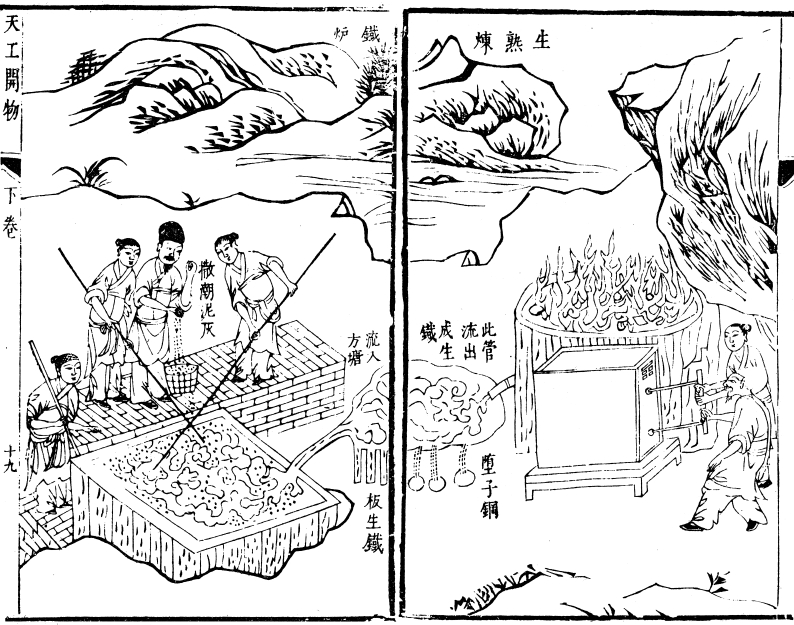
Poza stângă ilustrează procesul de afânare pentru a produce fier forjat din fontă, în poza dreaptă este ilustrată muncitorii lucrând la furnal pentru elaborarea fontei din minereu, de la enciclopedia Tiangong Kaiwu din anul 1637.

De mult a fost crezut că primul furnal a fost dezvoltat de chinezi prin metodele lor de producția fierului, Donald Wanger (autorul celor menționate de mai sus) a publicat un studiu mai recent care înlocuiește unele mențiuni din primul studiu; studiul cel nou tot menționează că primele obiecte din fontă au fost produse în secolele V și IV înainte de Hristos, și dovedește folosința unor cuptoare străvechi pentru producerea lupelor din fier, care au migrat din vest în perioada epocii de bronz chinezesc, pe la sfârșitul culturii Longshan (anul 2000 înainte de Hristos). Donald Wanger susține că primele furnale și producția de fontă au evoluat de la cuptoarele folosite la topirea bronzului. Desigur a fost crezut că fierul a avut un rol important pentru succesul militar pe timpul statului Qin care a unificat China în anul 221 înainte de Hristos. Pe la secolul XI, industria siderurgică chineză din dinastia Song a făcut o schimbare semnificativă de resurse, de la folosința de mangal la folosirea cărbunelui bituminos la turnarea fontei și oțelului, astfel salvând mii de acrii de pădure de la tăiere. Astea s-au petrecut în secolul IV după Hristos.

### Altundeva în lumea străveche
În afară de China, nu există mențiuni asupra folosinței furnalelor. În schimb fierul a fost obținut prin procedeul de reducție directă în cuptoare pentru producerea lupelor de fier. Aceste cuptoare nu se pot considera furnale, de fapt termenul este aplicat greșit la menționarea lor.
În Europa acest procedeu a fost folosit de Celtici, Greci, Romani, Carthagieni. Câteva exemple au mai fost găsite în Franța, alte materiale găsite în Tunisia, dovedind folosința cuptoarelor și în Antioch în perioada Elenistică. Puține se știu despre producția din evul mediu dar probabil că s-a continuat cu același procedeu. Același procedeu alături de forje pentru scule apare în Africa de Vest prin care se elabora fierul din minereu în cuptoare pentru producerea lupelor de fier de către cultura Nok din Africa pe la anul 500 înainte de Hristos.
Cele mai vechi urme de fierărit în cuptoarele pentru producerea lupelor de fier se găsesc în Africa de Est unde s-au găsit bucăți de fontă și mangal în Nubia și Axum, care datează până la 1000-500 înainte de Hristos. În special în Meroe, se știe de existența furnalelor străvechi, care producea scule metalice pentru Nubieni/Kushiți și produceau fier în surplus pentru economie.